# Dekanat lubelsko-chełmski
Dekanat lubelsko-chełmski – dekanat diecezji warszawskiej Kościoła Polskokatolickiego w RP, obejmujący swoim zasięgiem część obszaru województwa lubelskiego. Siedziba dekanatu znajduje się w Chełmie.

## Parafie dekanatu lubelsko-chełmskiego
- parafia Matki Boskiej Zwycięskiej w Chełmie, proboszcz: ks. dziek. Ryszard Walczyński
- parafia Wniebowzięcia Najświętszej Maryi Panny w Lublinie, proboszcz: ks. mgr Andrzej Pastuszek
  - kaplica św. Jakuba Apostoła w Rozkopaczewie
- parafia Matki Boskiej Anielskiej w Kosarzewie, proboszcz: ks. mgr Leszek Kwiatek
- parafia Narodzenia Najświętszej Maryi Panny i św. Antoniego w Majdanie Leśniowskim, proboszcz: ks. mgr Jacenty Sołtys
- parafia św. Mateusza w Rudzie-Hucie, proboszcz: ks. dziek. Ryszard Walczyński
- parafia św. Wawrzyńca w Turowcu, proboszcz: ks. mgr Jacenty Sołtys